# Antropogenia
La antropogenia o antropogénesis es la ciencia que estudia los orígenes humanos. En sus orígenes la antropogenia estudiaba la embriología comparativa.

## Historia del término antropogenia
El término «antropogenia» se utilizó por primera vez en la edición de 1839 del Diccionario Médico de Hooper adonde se lo definió como "el estudio de la generación del hombre". Ernst Heinrich Haeckel (1834–1919), un naturalista y zoológo alemán, popularizó el término en sus libros innovadores, Historia Natural de la Creación (Alemán: Natürliche Schöpfungsgeschicht) (1868) y La Evolución del Hombre (Alemán: Anthropogenie) (1874). Haeckel fue uno de los primeros biólogos en publicar sobre la evolución. Haeckel empleó el término antropogenia para referir al estudio de la embriología comparativa y lo definió como "la historia de la evolución del hombre". Sin embargo, a lo largo del tiempo el término cambió, y vino a referir al estudio de los orígenes humanos.
El último uso de la palabra «antropogenia» en la literatura inglesa fue en 1933 por William K. Gregory. Entre 1933 y 2008 el término no aparece en la literatura. Se reintrodujo en 2008 y ahora se ha vuelto al uso académico en el Centro para Investigación y Capacitación Académica en la Antropogenia (CICAA) en la Universidad de California, San Diego.

## Diferencias entre antropogenia y antropología
La raíz anthropos quiere decir humano, -logia quiere decir discurso o estudio y -genia quiere decir formación u origen. Entonces, antropología es literalmente el estudio de los humanos, mientras la antropogenia es la formación u origen de los humanos.
Según el hoy obsoleto punto de vista de Gregory (1933), los antropólogos estarían interesados en la medida y cuantificación de aspectos de ser humano, mientras que los antropogénicos estarían interesados en «juntar la historia rota de la 'gran parada' que la naturaleza ha mostrado durante las edades». En la actualidad los antropólogos estudian todos los aspectos del hombre, incluidos los evolutivos.